# 천안 흥타령 축제
천안흥타령춤축제 (Cheonan World Dance Festival)는 대한민국 충청남도 천안시에서 설립한 천안문화재단의 주최로 개최되는 지역 축제이다. 천안흥타령춤축제는 천안삼거리공원에서 능소전, 외국인 전통혼례, 실버짱 콘테스트 등 다양한 행사가 행해지다가, 2022년부터는 천안 종합운동장 및 천안시 일원에서 개최되고 있다. 전국춤경연대회, 국제춤대회, 국제스트릿댄스챔피언쉽, 거리댄스퍼레이드 등 다양한 프로그램으로 매해 축제의 질을 높이고 있다.
천안삼거리 문화제가 2003년 천안흥타령축제로 이름이 바뀌었고, 2011년부터 천안흥타령춤축제로 변경되어 현재까지 개최되고 있다. 참여형 축제 문화를 조성하여 가족단위 관람객과 외래 관광객들에게 호평을 받고 있으며, 2024년에는 '일회용품 없는 친환경 축제' 개최를 시도하여 새로운 축제 문화를 선도하고 있다.
천안흥타령춤축제는 문화체육관광부로부터 2014년부터 2019년까지 '지역대표공연예술제'에 연속 6년 선정, 2020년도부터는 문화체육관광부 명예 문화관광축제로 선정되었으며, 2025년 충남도에서 '1시군 1품축제'로 선정된 바 있다.

## 수상 내역
- 2019년 6년 연속 문화체육관광부로부터 ‘지역대표공연예술제’로 선정[4]
- 2025년 제13회 대한민국축제콘텐츠대상 축제글로벌명품 부문 대상[6]

## 천안흥타령춤축제 연혁
| 회차 | 연도    | 개막일자        | 폐막일자         | 장소                                                | 축제기한 | 슬로건                                 | 포스터 |
| ---- | ------- | --------------- | ---------------- | --------------------------------------------------- | -------- | -------------------------------------- | ------ |
| 1회  | 2003년  | 10월 2일 목요일 | 10월 4일 토요일  | 천안삼거리 공원/아라리오 광장                       | 3일      |                                        |        |
| 2회  | 2004년  | 10월 1일 금요일 | 10월 3일 일요일  | 천안삼거리 공원/아라리오 광장                       | 3일      |                                        |        |
| 3회  | 2005년  | 9월 30일 금요일 | 10월 3일 월요일  | 천안삼거리 공원/아라리오 광장/천안역 광장           | 4일      | 춤추는 천안 신명나는 대한민국          |        |
| 4회  | 2006년  | 9월 29일 금요일 | 10월 3일 화요일  | 천안삼거리 공원/아라리오 광장/천안역 광장           | 5일      | 다 함께 흥겨운 춤을                    |        |
| 5회  | 2007년  | 10월 3일 수요일 | 10월 7일 일요일  | 천안삼거리 공원/아라리오 광장/문화동 청사           | 5일      | 다 함께 흥겨운 춤을                    |        |
| 6회  | 2008년  | 10월 1일 수요일 | 10월 5일 일요일  | 천안삼거리 공원/아라리오 광장/종합운동장/천안역광장 | 5일      |                                        |        |
| -    | 2009년  | 9월 23일 수요일 | 9월 27일 일요일  | 신종플루로 인해 행사 취소                           | 5일      |                                        |        |
| 7회  | 2010년  | 10월 5일 화요일 | 10월 10일 일요일 | 천안삼거리 공원                                     | 5일      | 대한민국 최고의 춤 축제                |        |
| 8회  | 2011년  | 9월 28일 수요일 | 10월 3일 월요일  | 천안삼거리 공원                                     | 5일      |                                        |        |
| 9회  | 2012년  | 10월 2일 목요일 | 10월 7일 일요일  | 천안삼거리 공원                                     | 4일      |                                        |        |
| 10회 | 2013년  | 10월 1일 화요일 | 10월 6일 일요일  | 천안삼거리 공원                                     | 6일      |                                        |        |
| 11회 | 2014년  | 9월 30일 화요일 | 10월 5일 일요일  | 천안삼거리 공원                                     | 6일      |                                        |        |
| 12회 | 2015년  | 10월 7일 수요일 | 10월 11일 일요일 | 천안삼거리 공원                                     | 5일      | 춤으로 만나는 세상! 가자, 천안으로.... |        |
| 13회 | 2016년  | 9월 28일 수요일 | 10월 2일 일요일  | 천안삼거리 공원                                     | 5일      | 흥으로! 춤으로!! 천안으로!!!           |        |
| 14회 | 2017년  | 9월 13일 수요일 | 10월 17일 일요일 | 천안삼거리 공원                                     | 5일      | 흥으로! 춤으로!! 천안으로!!!           |        |
| 15회 | 2018년  | 9월 12일 수요일 | 9월 16일 일요일  | 천안삼거리 공원                                     | 5일      | 흥으로! 춤으로!! 천안으로!!!           |        |
| 16회 | 2019년  | 9월 25일 수요일 | 9월 29일 일요일  | 천안삼거리 공원                                     | 5일      | 흥으로! 춤으로!! 천안으로!!!           |        |
| 17회 | 2021년  | 9월 29일 수요일 | 10월 3일 일요일  | 천안삼거리 공원                                     | 5일      | 흥으로! 춤으로!! 천안으로!!!           |        |
| 18회 | 2022년  | 9월 21일 수요일 | 9월 25일 일요일  | 천안종합 운동장                                     | 5일      | 흥으로! 춤으로!! 천안으로!!!           |        |
| 19회 | 2023년  | 10월 5일 목요일 | 10월 9일 월요일  | 천안종합 운동장                                     | 5일      | 흥으로! 춤으로!! 천안으로!!!           |        |
| 20회 | 2024 년 | 9월 25일 수요일 | 9월 29일 일요일  | 천안종합 운동장                                     | 5일      | 흥으로! 춤으로!! 천안으로!!!           |        |
| 21회 | 2025년  | 9월 24일 수요일 | 9월 28일 일요일  | 천안종합 운동장                                     | 5일      | 흥으로! 춤으로!! 천안으로!!!           |        |